# گمینا ویلچنتا
گمینا ویلچنتا (به لهستانی:  Gmina Wilczęta) یک گمینا در لهستان است که در شهرستان برانگوو واقع شده‌است. گمینا ویلچنتا ۱۴۷٫۹۹ کیلومتر مربع مساحت و ۳٬۱۵۳ نفر جمعیت دارد.